# Campoletis dilatator
Campoletis dilatator là một loài tò vò trong họ Ichneumonidae.